# Korykos
Korykos (du grec : Κώρυκος ; en latin : Corycus ; en arménien : Կոռիկոս) ou Corycos est une ancienne ville de la Cilicie, en Anatolie, située à environ 15 km à l'est de l'embouchure du Kalikadnos (ou Calicadnus, aujourd'hui Göksu Nehri). Le site est aujourd'hui occupé par la ville de Kız Kalesi (anciennement Gorgos), dans la province de Mersin, en Turquie.

## La ville
Strabon ne mentionne pas la ville de Korykos, mais rapporte ce nom comme un relief de la même région. La ville est mentionnée par Tite-Live, par Pline l'Ancien, Pomponius Mela et Étienne de Byzance. Dans l'Antiquité, Korykos est un important port et une ville commerciale. Il est le port de Séleucie, où en 191 av. J.-C. la flotte d'Antiochos III est défaite par les Romains. À l'époque romaine, la ville peut garder ses anciennes lois et l'empereur y stationne habituellement une flotte pour contrer les attaques pirates. 
Korykos échoit ensuite à l'Empire romain d'Orient dit « byzantin ». Justinien y reconstruit des bains publics et un hôpital. Alexis Ier Comnène restaure la forteresse précédemment démantelée. Au début du XIIe siècle, les byzantins construisent un fort (kastro) sur la petite île de Panagia (Παναγία) à proximité. Ce kastro est appelé plus tard « château de la vierge » (en turc : Kız kalesi) et sa légende turque dit qu'un roi y avait enfermé sa fille jusqu'à ce que celle-ci meure, mordue par un serpent. En fait c'est une traduction de Panagia qui désigne la vierge Marie. Korykos fait ensuite partie jusqu'au milieu du XIVe siècle du royaume arménien de Cilicie.
Au XIVe siècle, la ville est occupée un temps par les Turcs (époque des beylicats). Elle tombe ensuite aux mains des Lusignan de Chypre puis est prise par les Mamelouks à Pierre Ier de Chypre en 1361. À la fin du XIVe siècle, elle est reprise par les Turcs. Depuis 1448 ou 1454, elle appartient alternativement aux Karamanides, aux Mamelouks d'Égypte, aux Karamanides une seconde fois, puis finalement aux Ottomans.
Le site archéologique de la ville antique, byzantine et arménienne est immense. Les fouilles ont permis d'étudier et restituer entre autres un arc de triomphe, une nécropole chrétienne et les deux forts médiévaux, l'un sur la côte, l'un sur l'îlet Panagia, reliés par une jetée en ruine. Ils sont relativement bien préservés : la place était réputée imprenable. Les murs de la forteresse sur le continent contiennent de nombreux morceaux de colonnes ; un môle constitué de grands blocs de pierre brute part d'un des angles de la forteresse pour avancer d'une centaine de mètres dans la baie. Trois églises sont aussi découvertes, l'une ornée de fresques byzantines. Les contours de l'ancienne ville sont facilement traçables et il en apparaît un nombre encore de zones contenant potentiellement des vestiges.
Le nom de Korykos figure dans le Synekdèmos d'Hiéroclès et vers 840 dans Notitia Prima de Gustav Parthey. Ecclésiastiquement, elle est un siège suffragant de Tarse. Michel Le Quien (II, 879) mentionne cinq évêques orthodoxes en mission entre 381 et 680. Un autre est connu d'une inscription (Waddington, Inscriptions ... d'Asie mineure, 341). Un évêque catholique, Gerardus, est présent au Concile d'Antioche en 1136. Quatre sont connus du XIVe siècle (Le Quien, III, 1197 ; Eubel, I, 218). Korykos reste siège de l'Église Coryciensis ; le siège est vacant depuis la mort du dernier évêque en 1967.

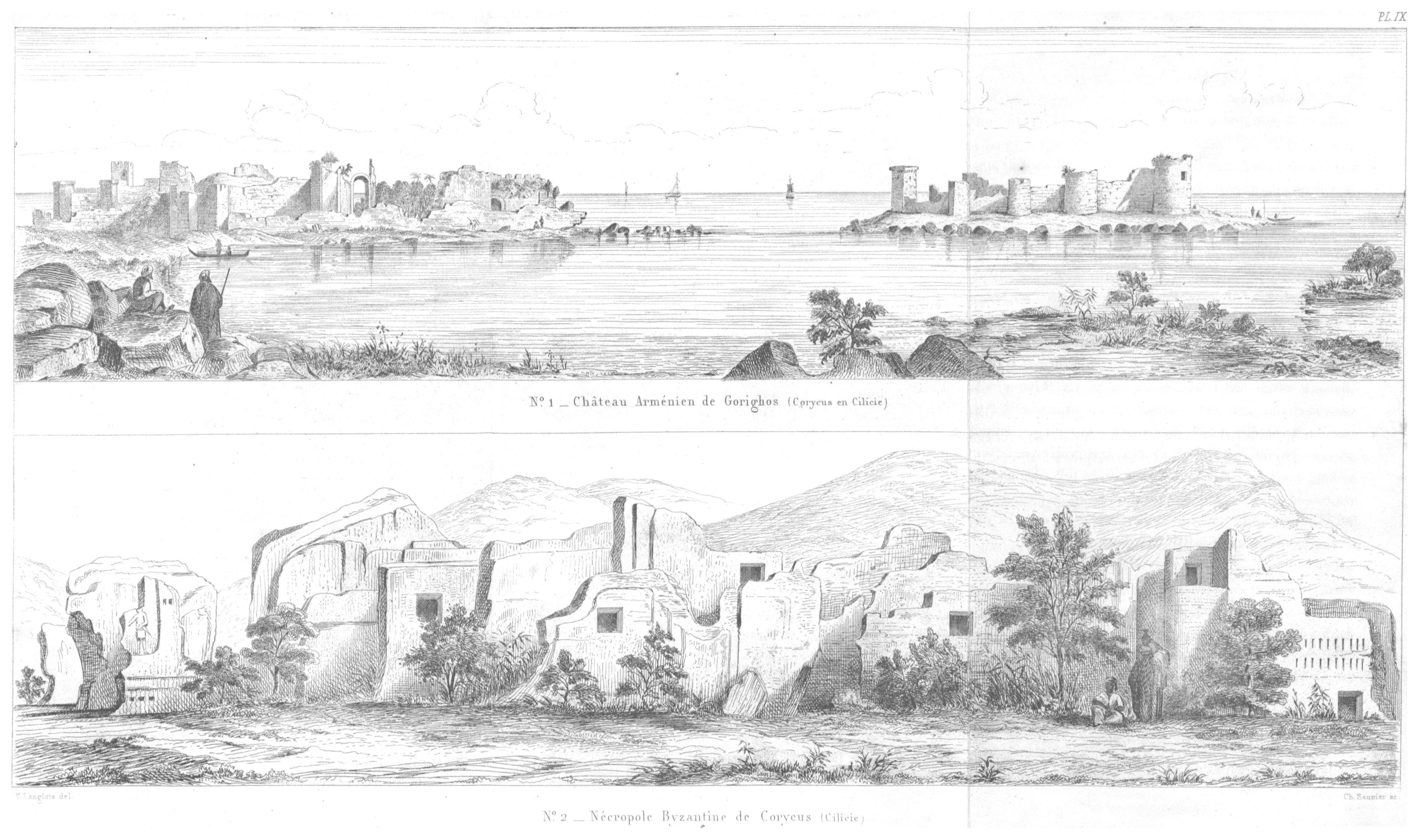
Château arménien de Korykos (Victor Langlois, 1860).